# Jorgisbell Álvarez
Jorgisbell Álvarez Hernández, noto anche come Alexei Bell Caballero (Camagüey, 19 giugno 1990), è un lottatore cubano specializzato nella lotta greco-romana.

## Biografia
Ha rappresentato Cuba ai Giochi olimpici estivi di Londra 2012, dove si è classificato al 12º posto nel torneo di lotta greco-romana nella categoria 74 chilogrammi.
Nella stessa categoria ha vinto la medaglia d'oro ai Giochi panamericani di Guadalajara 2011.

## Palmarès
- Giochi panamericani

Guadalajara 2011: oro nei 74 kg.
- Campionati panamericani

Maracaibo 2009: oro nei 74 kg.
Colorado Springs 2012: argento nei 74 kg.
Panama 2013: oro nei 74 kg.